# Hybomitra olsufjeviana
Hybomitra olsufjeviana är en tvåvingeart som först beskrevs av Moucha och Chvala 1959.  Hybomitra olsufjeviana ingår i släktet Hybomitra och familjen bromsar.
Artens utbredningsområde är Afghanistan. Inga underarter finns listade i Catalogue of Life.